# Marco Ambrosio
Marco Ambrosio (ur. 30 maja 1973 w Brescii) – włoski piłkarz, występujący na pozycji bramkarza.

## Życiorys
Seniorską karierę rozpoczynał w Lumezzane w sezonie 1991/1992 Serie D. W 1992 roku przeszedł do występującej w Serie A Atalanty. W barwach tego klubu nie rozegrał żadnego ligowego meczu, stąd był wypożyczany do Pisy, Ravenny, a także występował w Prato na zasadzie współwłasności. Występując w Pisa SC, rozegrał dwa mecze w reprezentacji Włoch U-21, przeciwko Izraelowi (22 grudnia 1993) i Szwecji (4 maja 1994).
W 1997 roku został zawodnikiem Sampdorii. W barwach tego klubu zadebiutował w Serie A 2 listopada w przegranym 0:3 meczu z Milanem. W lutym 2000 roku przeszedł do Lucchese, a rok później powrócił do Serie A dzięki podpisaniu kontraktu z Chievo. W 2003 roku trafił na zasadzie wolnego transferu do prowadzonej przez Claudio Ranierego Chelsea. W klubie tym był zmiennikiem Carlo Cudiciniego, jednakże uczestniczył m.in. w wygranym 2:1 ćwierćfinałowym meczu przeciwko Arsenalowi, a jego występ był wysoko oceniany przez media. Po przyjściu do Chelsea Petra Čecha Ambrosio został zwolniony z angielskiego klubu i znalazł zatrudnienie w Grasshopper Club, po czym występował w klubach niższych lig włoskich. Karierę zakończył w 2010 roku jako piłkarz Feralpisalò, natomiast wznowił ją rok później, zostając zawodnikiem ValgobbiaZanano.
Po zakończeniu kariery zawodniczej Ambrosio szkolił bramkarzy w młodzieżowych drużynach Lumezzane (2011–2013), Brescii (U19: 2013–2016) i Milanu (U17: 2016–2017, U18: 2017–2018), a w latach 2019–2020 był trenerem bramkarzy w Feralpisalò.

## Statystyki ligowe
| Sezon         | Klub                    | Liga                       | Mecze | Gole |
| ------------- | ----------------------- | -------------------------- | ----- | ---- |
| 1991/1992     | AC Lumezzane            | Serie D                    | 2     | 0    |
| 1992/1993     | Atalanta BC             | Serie A                    | 0     | 0    |
| 1993/1994 (j) | Pisa SC                 | Serie B                    | 9     | 0    |
| 1993/1994     | Atalanta BC             | Serie A                    | 0     | 0    |
| 1994/1995     | AC Prato                | Serie C1                   | 15    | 0    |
| 1995/1996 (j) | Atalanta BC             | Serie A                    | 0     | 0    |
| 1995/1996     | US Ravenna              | Serie C1                   | 15    | 0    |
| 1996/1997     | AC Prato                | Serie C1                   | 34    | 0    |
| 1997/1998     | UC Sampdoria            | Serie A                    | 3     | 0    |
| 1999/2000     | UC Sampdoria            | Serie B                    | 0     | 0    |
| 1999/2000 (w) | AS Lucchese Libertas    | Serie B                    | 13    | 0    |
| 2000/2001     | AS Lucchese Libertas    | Serie C1                   | 33    | 0    |
| 2001/2002     | AC Chievo Werona        | Serie A                    | 2     | 0    |
| 2002/2003     | AC Chievo Werona        | Serie A                    | 8     | 0    |
| 2003/2004     | Chelsea F.C.            | Premier League             | 8     | 0    |
| 2004/2005 (j) | Grasshopper Club Zürich | Swiss Super League         | 14    | 0    |
| 2004/2005 (w) | Salernitana Sport       | Serie B                    | 22    | 0    |
| 2005/2006     | Salernitana Calcio 1919 | Serie C1                   | 31    | 0    |
| 2006/2007     | Brescia Calcio          | Serie B                    | 2     | 0    |
| 2007/2008     | AC Reggiana 1919        | Serie C2                   | 34    | 0    |
| 2008/2009     | AC Reggiana 1919        | Lega Pro Prima Divisione   | 22    | 0    |
| 2009/2010     | Feralpisalò             | Lega Pro Seconda Divisione | 17    | 0    |